# جاناتان دمی
رابرت جاناتان دمی (به انگلیسی: Jonathan Demme) (زادهٔ ۲۲ فوریهٔ ۱۹۴۴ – درگذشتهٔ ۲۶ آوریل ۲۰۱۷) کارگردان، تهیه‌کننده و نویسنده اهل ایالات متحده آمریکا بود. وی در سال ۱۹۹۱ برای کارگردانی فیلم سکوت بره‌ها، توانست جایزه اسکار بهترین کارگردانی را از آن خود کند.

## زندگی‌ شخصی
رابرت جاناتان دمی در  سال ۱۹۴۴ در بالدوین نیویورک متولد شد. او پسر دوروتی و رابرت دمی بود. پس از اتمام دوره دبیرستان در میامی برای ادامه تحصیل به دانشگاه فلوریدا رفت. وی ابتدا در سال ۱۹۷۰، با اِولین پرسل ازدواج کرد، که در نهایت در سال ۱۹۸۰ از همدیگر جدا شدند و سپس در سال ۱۹۸۷، با جوآن هاوارد ازدواج کرد و از وی، صاحب سه فرزند شد.

## درگذشت
دمی در ۲۶ آوریل ۲۰۱۷، در خانهٔ‌شخصی خود در منهتن، بر اثر عوارض ناشی از سرطان مری و بیماری قلبی درگذشت.

## فیلم‌شناسی
| سال  | نام                      | نقش      | نقش       | نقش     | توضیحات                         |
| سال  | نام                      | کارگردان | تهیه‌کننده | نویسنده | توضیحات                         |
| ---- | ------------------------ | -------- | --------- | ------- | ------------------------------- |
| ۱۹۷۱ | Angels Hard as They Come |          | آری       | آری     |                                 |
| ۱۹۷۲ | The Hot Box              |          | آری       | آری     |                                 |
| ۱۹۷۳ | Black Mama White Mama    |          |           | Story   |                                 |
| ۱۹۷۴ | Caged Heat               | آری      |           | آری     |                                 |
| ۱۹۷۵ | Crazy Mama               | آری      |           |         |                                 |
| ۱۹۷۶ | Fighting Mad             | آری      |           | آری     |                                 |
| ۱۹۷۷ | Handle with Care         | آری      |           |         | originally titled Citizens Band |
| ۱۹۷۹ | Last Embrace             | آری      |           |         |                                 |
| ۱۹۸۰ | ملوین و هاوارد           | آری      |           |         |                                 |
| ۱۹۸۴ | شیفت بعدازظهر            | آری      |           |         |                                 |
| ۱۹۸۶ | چیزی وحشی                | آری      | آری       |         |                                 |
| ۱۹۸۷ | Swimming to Cambodia     | آری      |           |         | Concert film                    |
| ۱۹۸۸ | ازدواج با گروه تبهکاران  | آری      |           |         |                                 |
| ۱۹۹۱ | سکوت بره‌ها               | آری      |           |         | [ ۲ ] [ ۳ ]                     |
| ۱۹۹۳ | فیلادلفیا                | آری      | آری       |         |                                 |
| ۱۹۹۸ | محبوب                    | آری      | آری       |         |                                 |
| ۲۰۰۲ | حقیقت درباره چارلی       | آری      | آری       | آری     |                                 |
| ۲۰۰۴ | کاندیدای منچوری          | آری      | آری       |         |                                 |
| ۲۰۰۸ | ریچل ازدواج می‌کند        | آری      | آری       |         |                                 |
| ۲۰۱۳ | A Master Builder         | آری      |           |         |                                 |
| ۲۰۱۵ | ریکی و فلش               | آری      |           |         |                                 |